# ألكسندر وول
ألكسندر وول (بالإنجليزية: Aleksandar Wohl)‏ هو لاعب شطرنج أسترالي، ولد في 21 يوليو 1963.

## وصلات خارجية
- ألكسندر وول على موقع الاتحاد الدولي للشطرنج (الإنجليزية)
- ألكسندر وول على موقع مباريات الشطرنج (الإنجليزية)
- ألكسندر وول على موقع 365Chess.com (الإنجليزية)
- ألكسندر وول على موقع Chesstempo.com (الإنجليزية)
- ألكسندر وول سجل أولمبياد الشطرنج على موقع OlimpBase.org (الإنجليزية)